# I Believe 〜夢を叶える魔法の言葉〜/Don't leave me
「I Believe 〜夢を叶える魔法の言葉〜/Don't leave me」（アイ・ビリーブ ゆめをかなえるまほうのことば/ドント・リーヴ・ミー）は、フジテレビ系『クイズ!ヘキサゴンII』発のユニット2組による両A面シングル。2009年6月17日によしもとアール・アンド・シーから発売された。
南明奈のスーパーマイルドセブンの「I Believe 〜夢を叶える魔法の言葉〜」と、里田まい with 合田家族の「Don't leave me」が収録されている。

## 概要
『クイズ!ヘキサゴンII』発のものとして10枚目のシングルとなる。
「I Believe 〜夢を叶える魔法の言葉〜」は南明奈のスーパーマイルドセブンのデビュー曲。南明奈と崎本大海は『ヘキサゴンII』関連CDに初参加となる。崎本は今作の1週間前にPureBoysのシングル「CAUTION」が発売されており、2週連続での参加ユニットのシングル発売となった。
「Don't leave me」は里田まい with 合田兄妹に神戸蘭子が加わり、里田まい with 合田家族とリニューアルして初の（唯一の）シングル。事実上は3枚目にして、最後のシングルである。神戸にとっては初のCD作品となる。
CDジャケットはそれぞれが片面ずつとなっている。

## 解説
「I Believe 〜夢を叶える魔法の言葉〜」は若者へ向けた応援ソングになっており、1980年代のアイドルポップスをイメージした曲調が特徴。
「Don't leave me」は島田紳助が阪神タイガースの藤川球児をイメージして作詞をした（公認ではなく、あくまでイメージ）楽曲で、曲調はハードダンス・ナンバーになっている。2009年7月16日の阪神甲子園球場での対中日戦の始球式に藤本敏史を除くメンバー3人で参加し、里田まいが代表して投球を務めた（が、藤川とはこの日は会っていない）。
前作「バイバイ」と同じく藤本の歌唱パートは少なく、付属のDVDに収録されている振り付け映像に関してはまったく登場していない。『ヘキサゴンII』での楽曲披露時には、藤本は「フジテレビ廊下でのポスター貼り」「フジテレビ前でのティッシュ配り」「副調整室からの指示」など、歌っている3人とは別の場所での行動を課せられ続けた。

## 収録曲

### CD
1. I Believe 〜夢を叶える魔法の言葉〜
  - 作詞：カシアス島田、作曲：TOZY、編曲：斎藤文護・岩室晶子
2. Don't leave me
  - 作詞：カシアス島田、作曲：高原兄、編曲：斎藤文護・岩室晶子
3. I Believe 〜夢を叶える魔法の言葉〜 （カラオケ）
4. Don't leave me （カラオケ）

### DVD
1. 「I Believe 〜夢を叶える魔法の言葉〜」振り付け映像 （マルチアングル）
2. 「Don't leave me」振り付け映像 （マルチアングル）
3. スペシャルアニメ

## 初回特典
- オリジナルトレーディングカード（全15種類）がランダム封入される。

## 収録アルバム
I Believe 〜夢を叶える魔法の言葉〜
- WE LOVE ヘキサゴン2009 （2009年10月21日、ポニーキャニオン） - DVDにミュージックビデオを収録

Don't leave me
- WE LOVE ヘキサゴン2009
- 里田まい with 合田家族（2009年12月9日、よしもとアール･アンド･シー） - DVDにミュージックビデオを収録